# Cambropallas
Cambropallas è un genere di artropodi estinto appartenente al gruppo dei trilobiti. È tra i più antichi trilobiti conosciuti, essendo vissuto dal Cambriano Inferiore alla parte più antica del Cambriano Medio. Si rinviene in sedimenti di piattaforma continentale poco profonda dell'Africa settentrionale, ed è ben conosciuto da affioramenti situati nelle catene montuose dell'Anti-Atlante marocchino.

## Descrizione
È una forma di dimensioni medio-grandi (fino a 20–25 cm) caratterizzata da un pigidio molto ridotto (micropigia), e da un cephalon molto sviluppato di forma semiellittica con spine genali molto robuste, estese fino a circa metà della lunghezza del thorax. Glabella espansa di forma globosa nella parte anteriore e delimitata da un solco preglabellare ben sviluppato, mentre la parte posteriore è caratterizzata da quattro paia solchi glabellari ricurvi all'indietro. Anello occipitale presente. Lobi oculari ben sviluppati e allungati, arcuati. 

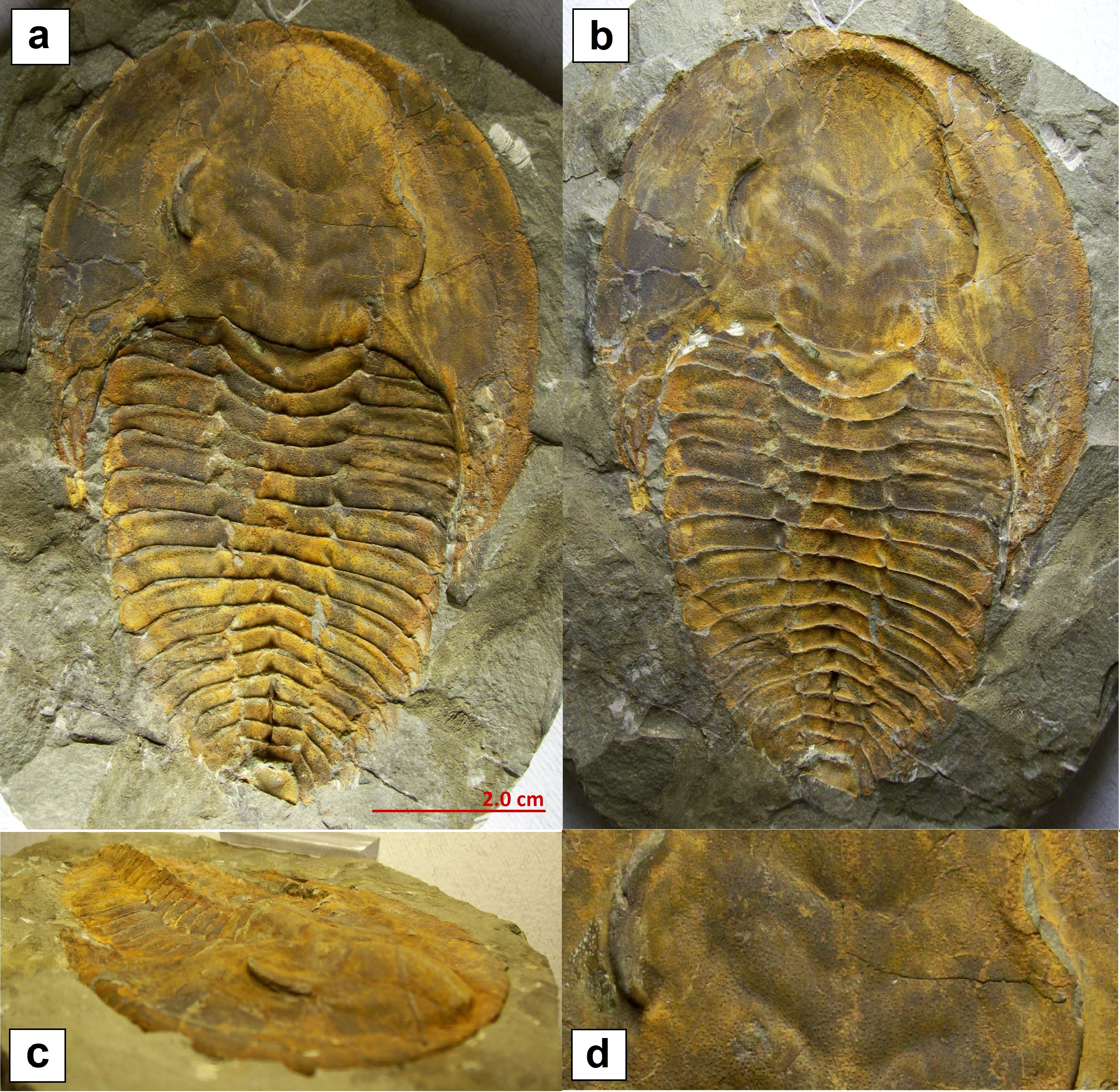
Cambropallas telesto GEYER, Jbel Wawrmast Formation, località Jbel Ougnate Marocco, catena dell'Anti-Atlante. a) veduta dorsale; b) calco in negativo della stessa; c) veduta frontale-laterale; d) particolare della glabella in cui sono visibili i solchi glabellari, i lobi oculari e la fine granulosità della cuticola

Suture facciali assenti. Thorax composto da circa 16 tergiti nell'adulto, con anelli assiali caratterizzati da una ruga mediana, più rilevata nei tergiti posteriori. Pleure ampie, prive di fulcro, con solco mediano ampio, poco marcato, e terminazione a spatola, con spine pleurali molto ridotte e rivolte all'indietro. Cuticola esterna densamente granulosa.

## Distribuzione
Cambropallas è abbastanza comune in sedimenti appartenenti al margine nord-occidentale dell'antico continente di Gondwana (Africa settentrionale), datati al Cambriano Inferiore e alla base del Cambriano Medio. La specie tipo del genere è C. telesto GEYER, molto conosciuta e ricercata dai collezionisti di fossili per gli esemplari provenienti da cave entro le siltiti e arenarie fini della Jbel Wawrmast Formation (catena dell'Anti Atlante, Marocco).

## Habitat
Questo organismo viveva in contesti marini di piattaforma continentale (shelf) poco profonda a sedimentazione terrigena, con uno stile di vita probabilmente simile all'attuale limulo. Si trattava verosimilmente di un predatore di organismi a corpo molle, come altri artropodi privi di esoscheletro mineralizzato, vermi e forse molluschi (come del resto la maggior parte dei trilobiti primitivi). Le grandi dimensioni e la diffusione di questa forma e di altre coeve indica il successo dei trilobiti nel Cambriano Inferiore-Medio e l'abbondanza di vita e la biodiversità che l'ambiente marino supportava.

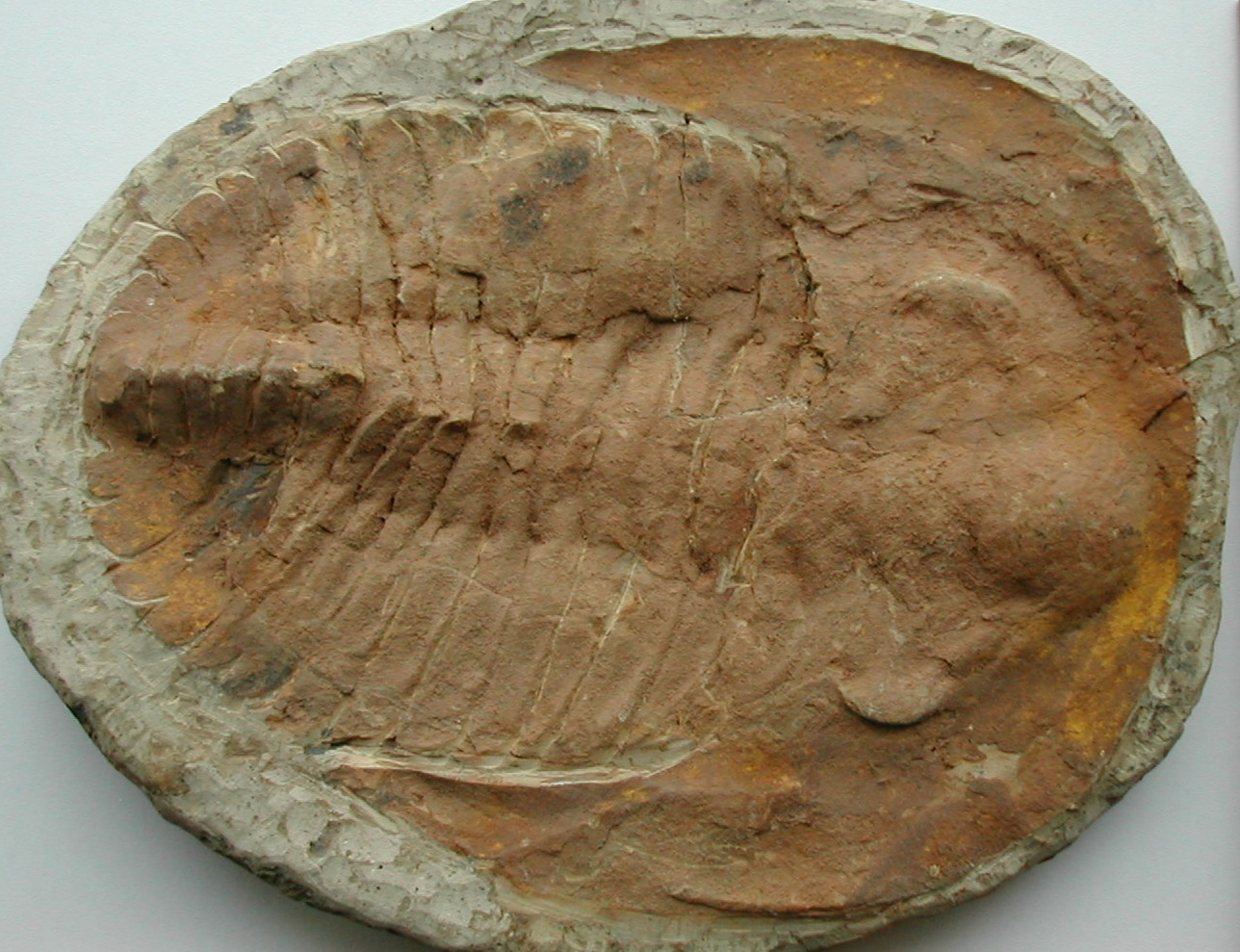
Falso di Cambropallas telesto, morfologicamente abbastanza corretto da un punto di vista generale, ma riconoscibile dalla rozza riproduzione dei particolari: le pleure in cui non è presente il solco mediano e le spine pleurali, visibilmente "ritoccate" con uno strumento a punta, oltre alla glabella in cui sono mal distinguibili i tipici solchi. Notare anche la differenza di colorazione rispetto all'esemplare autentico riportato sopra, troppo omogenea nel falso. Si tratta probabilmente di un calco scadente (o di un esemplare mal conservato), inserito in matrice rocciosa e poi integrato e ritoccato: è' visibile la possibile linea di inserzione in vari settori al margine periferico del fossile (soprattutto in alto a sinistra).

## Curiosità
Insieme ad altri trilobiti coevi provenienti dagli stessi terreni, questa è una forma molto utilizzata per il confezionamento di falsi, per la sua morfologia relativamente semplice e le grandi dimensioni. Frequentemente sono utilizzati esemplari in parte autentici ma molto incompleti (assai più frequenti di quelli in buone condizioni), che vengono integrati ricavando dalla matrice rocciosa le parti mancanti, poi ricoperte da pigmenti color ocra per simulare la cuticola fossilizzata in ossidi di ferro. È possibile smascherare tale "sofisticazione" ponendo attenzione ai particolari morfologici (soprattutto i solchi glabellari e le spine pleurali, più difficili da imitare) e, con una lente di ingrandimento, alla struttura fine della cuticola (che dovrebbe risultare finemente granulosa, anche se in esemplari autentici mal conservati questo carattere potrebbe essere in parte obliterato). In altri casi si tratta di calchi in silicone e polvere di roccia che vengono inseriti e incollati in un blocco di matrice rocciosa autentica: in tal caso la morfologia è corretta (se il calco è ben fatto anche in particolari molto fini), e occorre fare molta attenzione ai limiti periferici del fossile, in cui si potrebbe scorgere traccia della linea di attacco dell'inserto.